# آگوستاوستلند

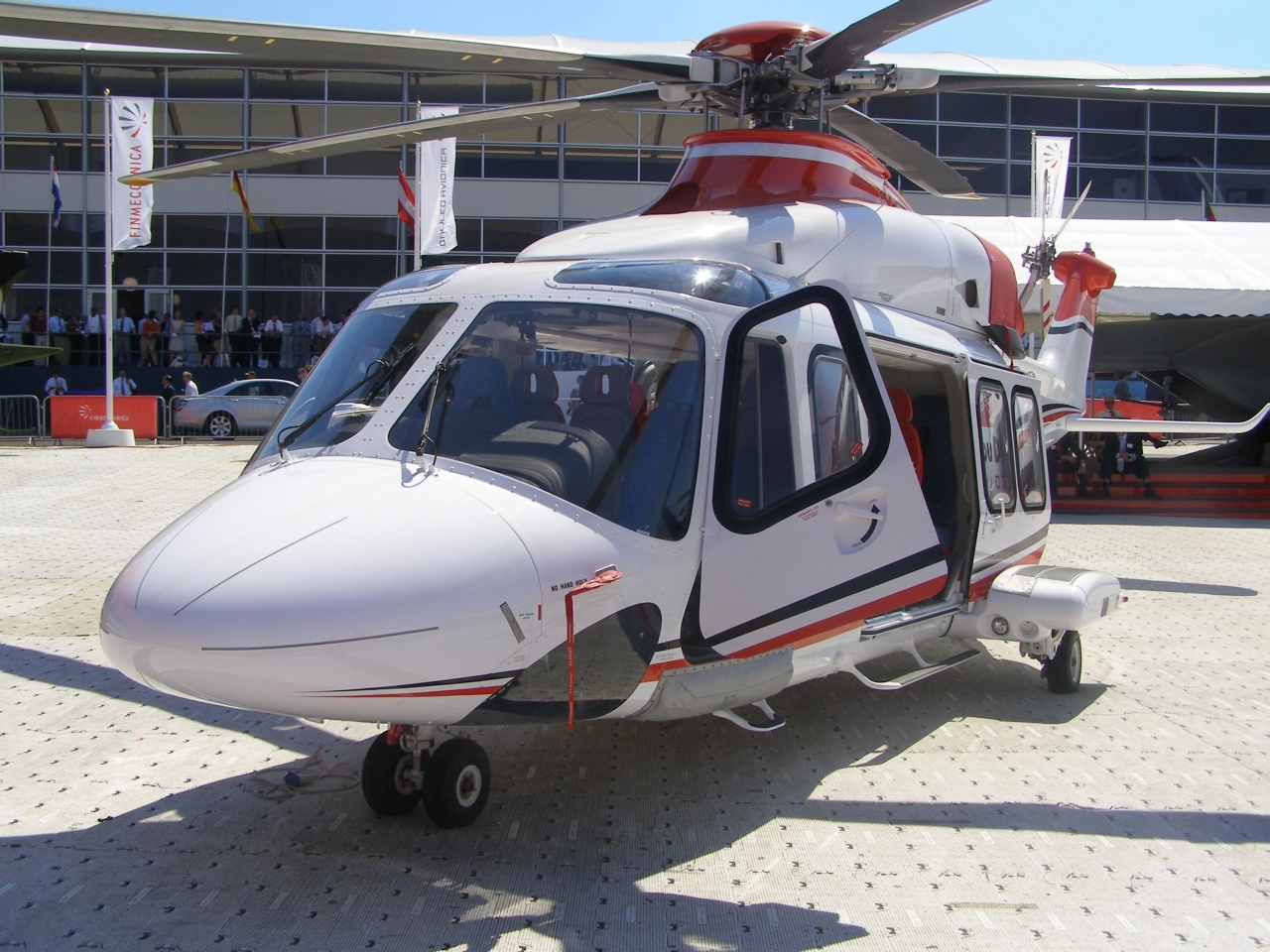
آگوستاوستلند۱۳۹

آگوستاوستلند یک شرکت طراحی و تولید بالگرد بود. آگوستا وستلند یک شرکت دوملیتی متشکل از آگوستا ایتالیا و وستلند انگلستان بود که در سال ۲۰۰۰ میلادی تشکیل گردید. هنگامی که دو شرکت فین‌مکانیکا اس.پی.ای. و جی‌کی‌ان به توافق رسیدند، شرکت‌های بالگردسازی آن‌ها یعنی (آگوستا و وستلند هلیکوپترز) با یکدیگر ادغام شده و تشکیل شرکت آگوستاوستلند را دادند و هرکدام از این دو شرکت، ۵۰٪ در آگوستاوستلند سهم داشتند. در سال ۲۰۰۴ میلادی، شرکت جی‌کی‌ان، سهم خود را به شرکت فین‌مکانیکا فروخت.

در نهایت در سال ۲۰۱۵ میلادی، فین‌مکانیکا نام خود را به لئوناردو تغییر داد و ۱۰۰درصد سهام را از آن خود کرد؛ بنابراین شرکت بالگردسازی آگوستا وستلند از این پس با نام لئوناردو شناخته می‌شود و محصولات آن نیز با برند لئوناردو هلیکاپترز به فروش می‌رسند.

## نگارخانه

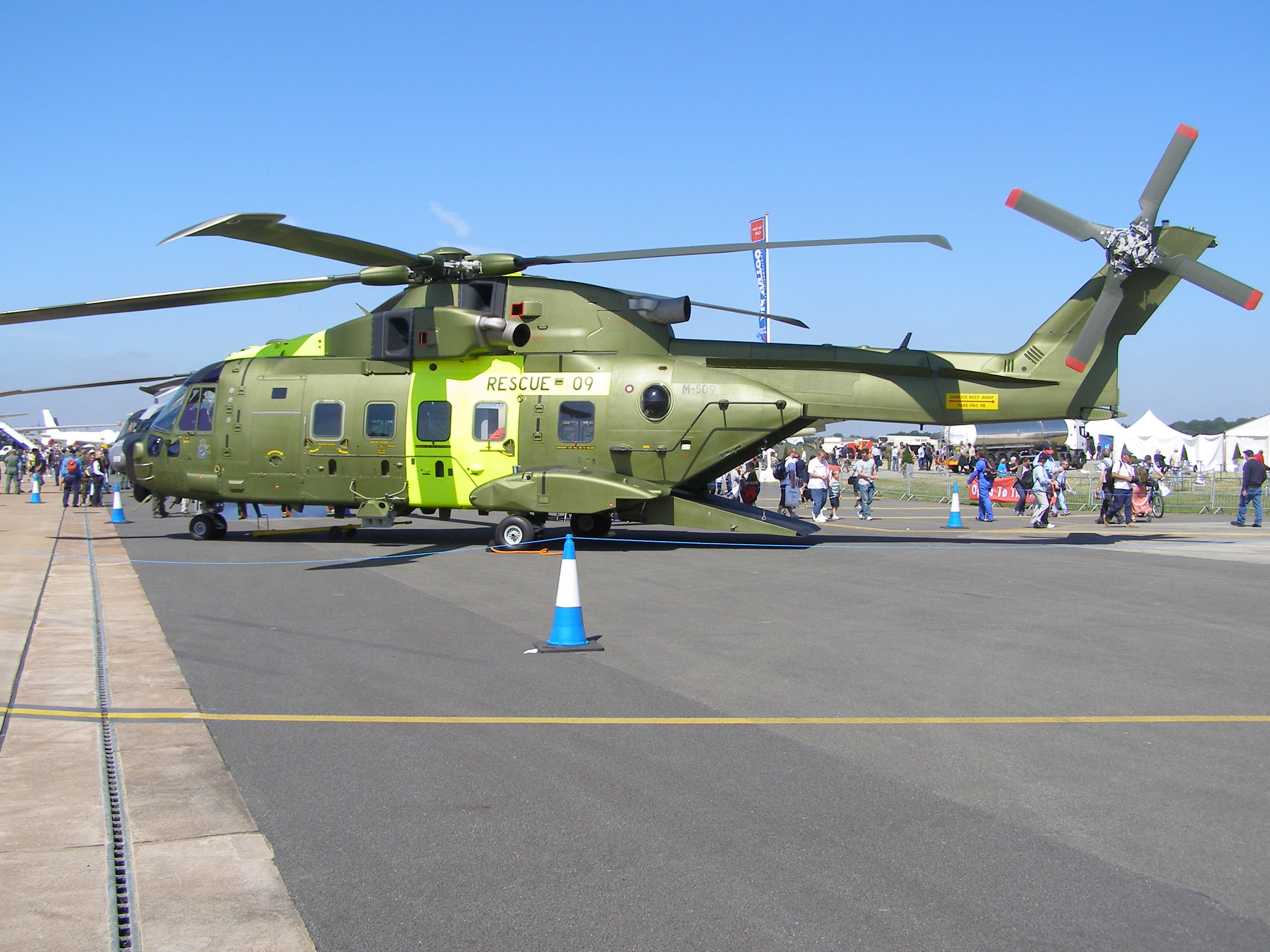
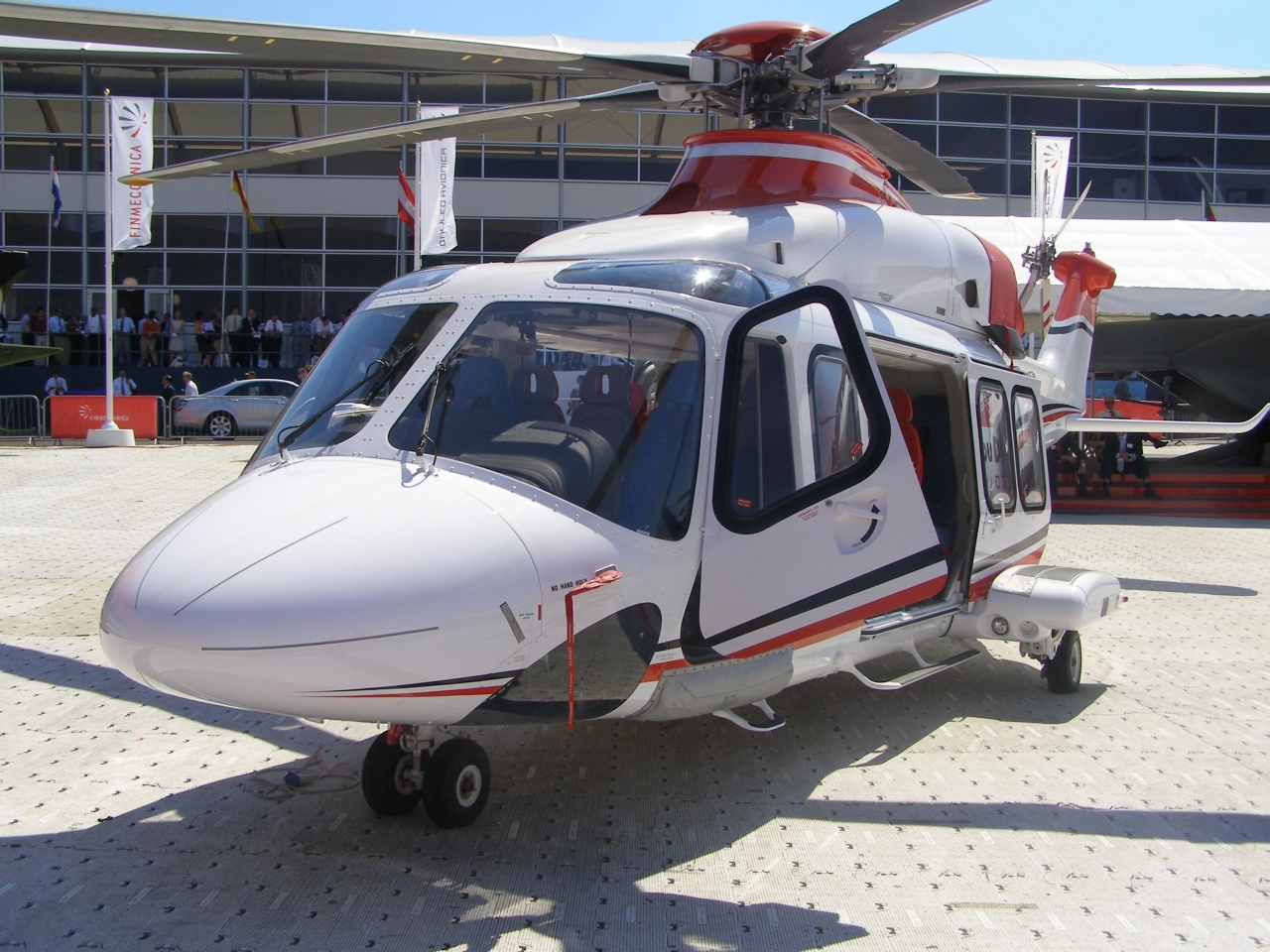
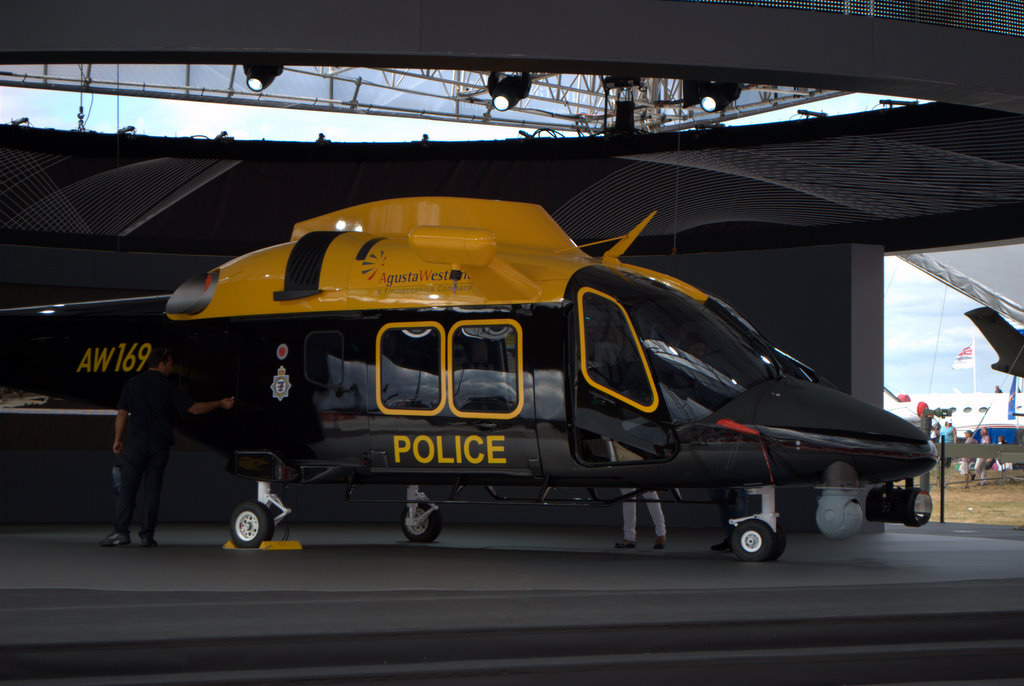
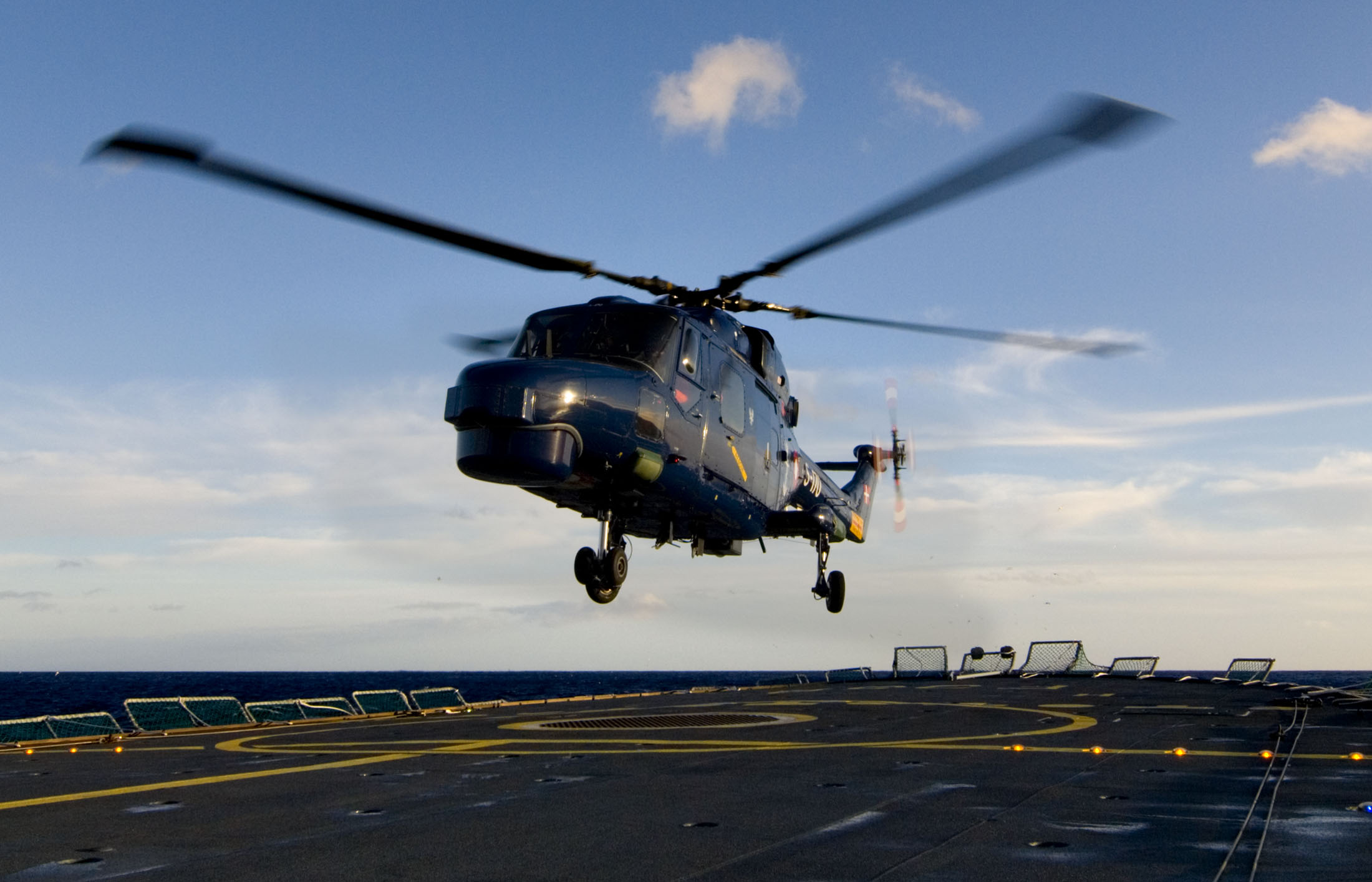
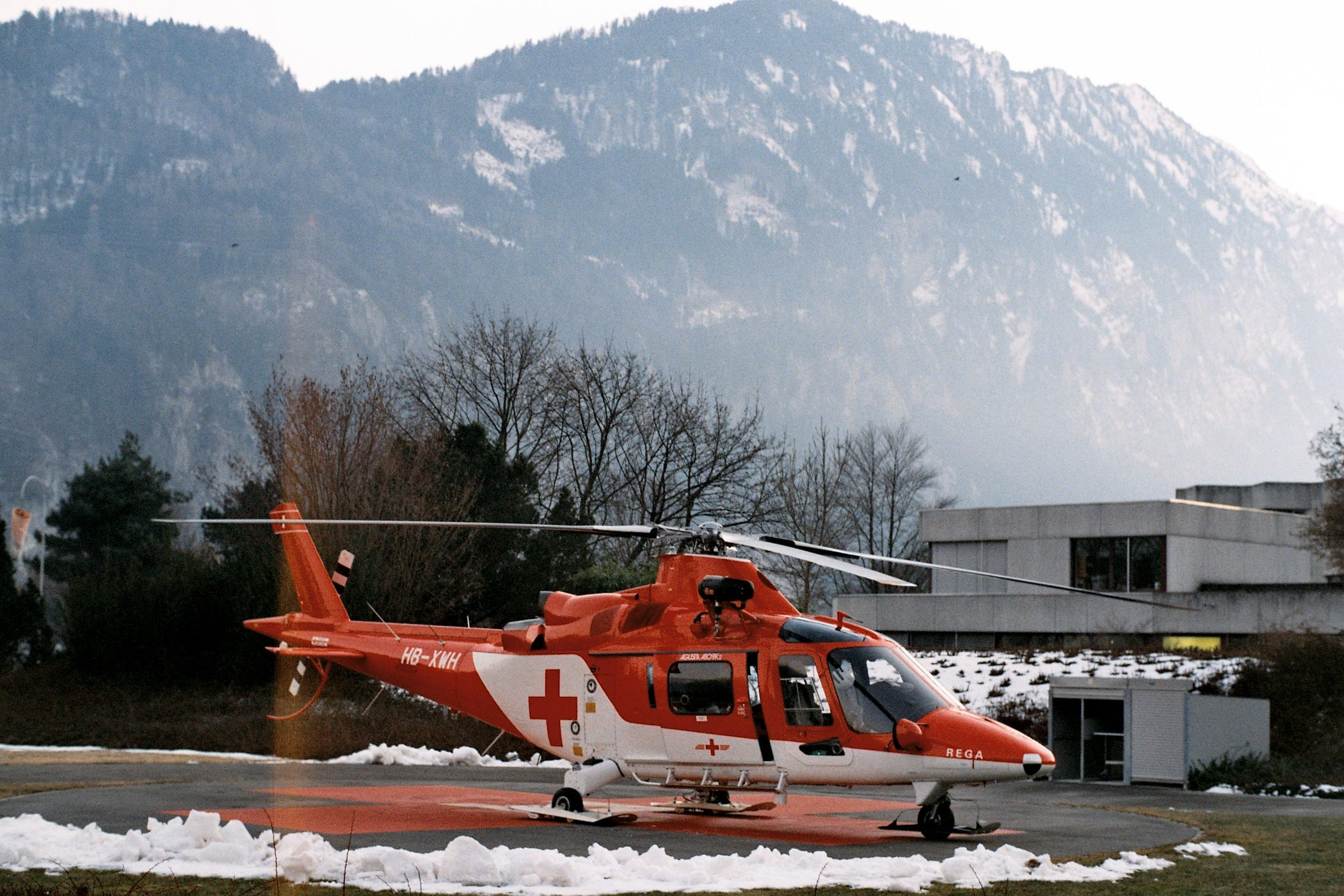
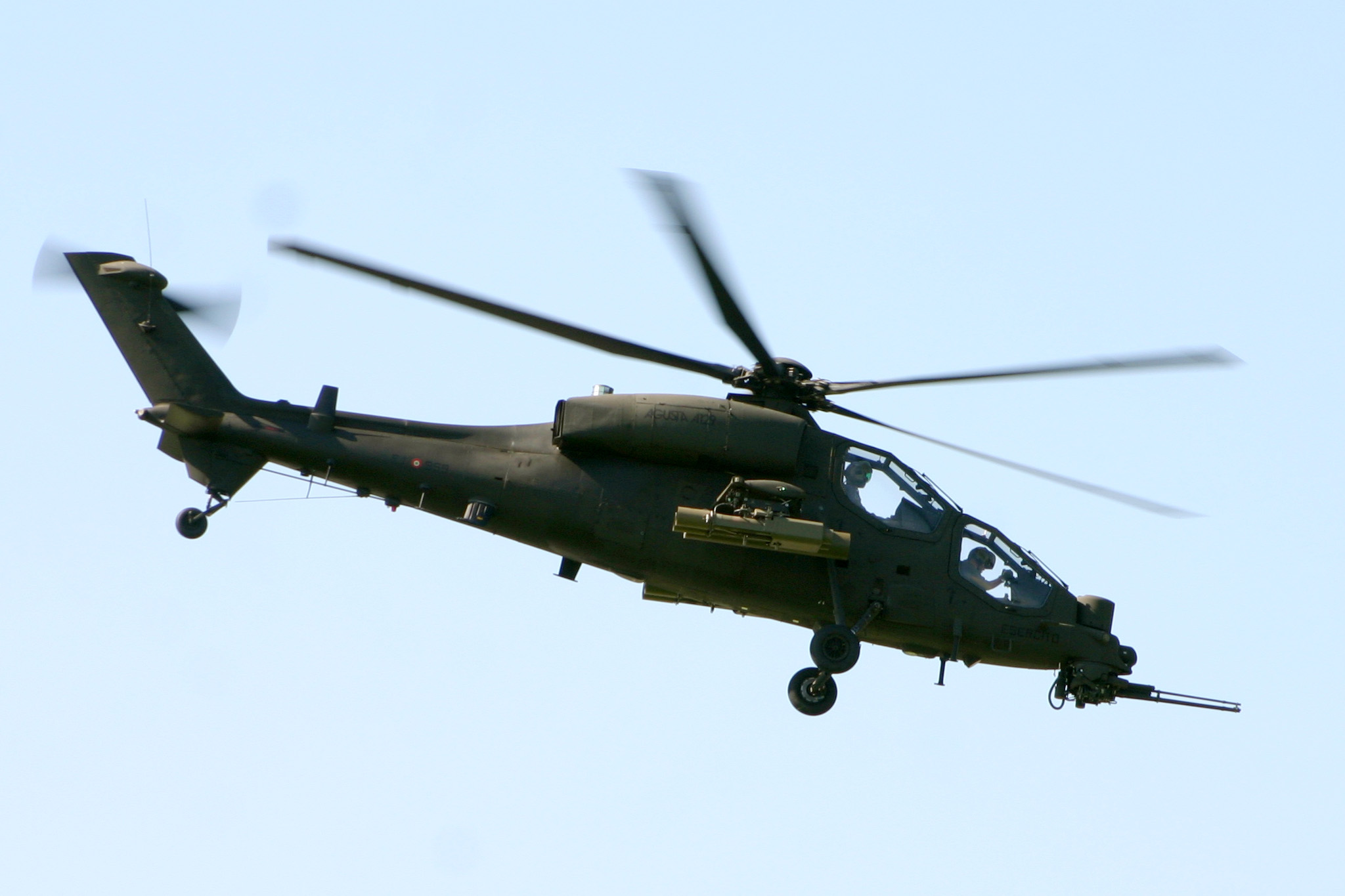
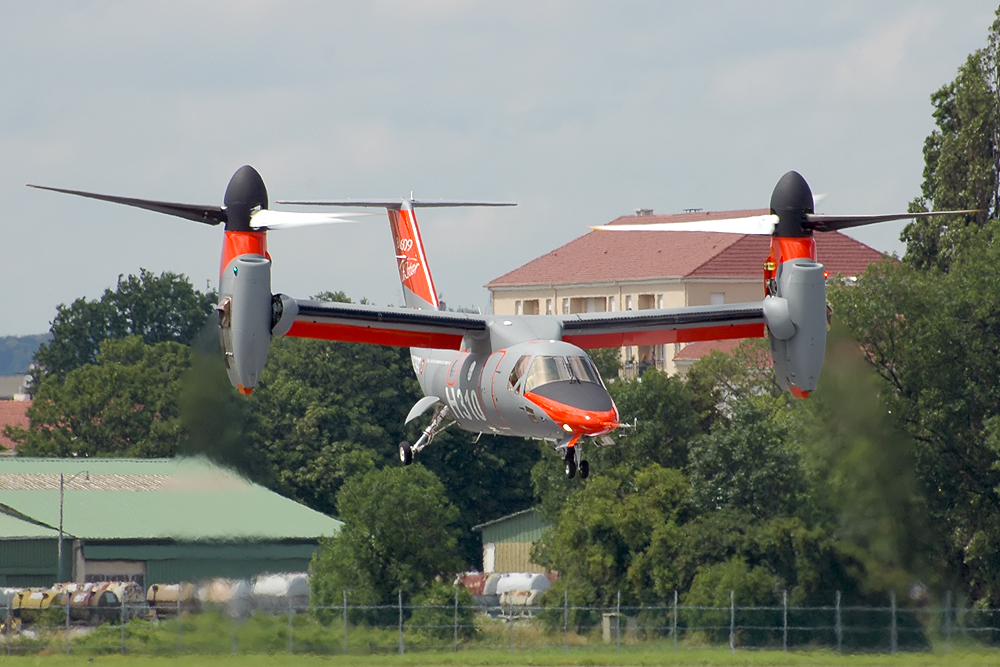
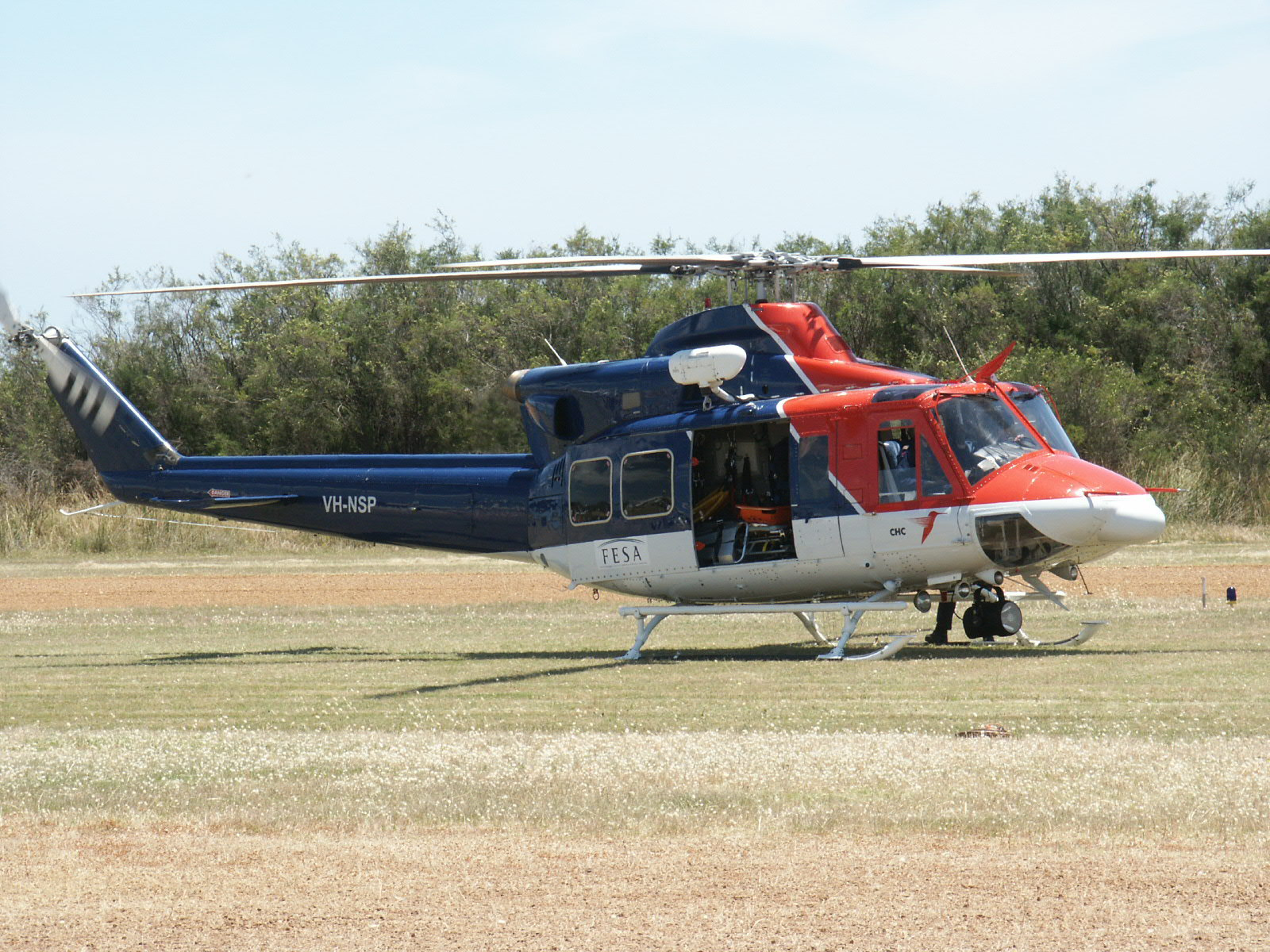
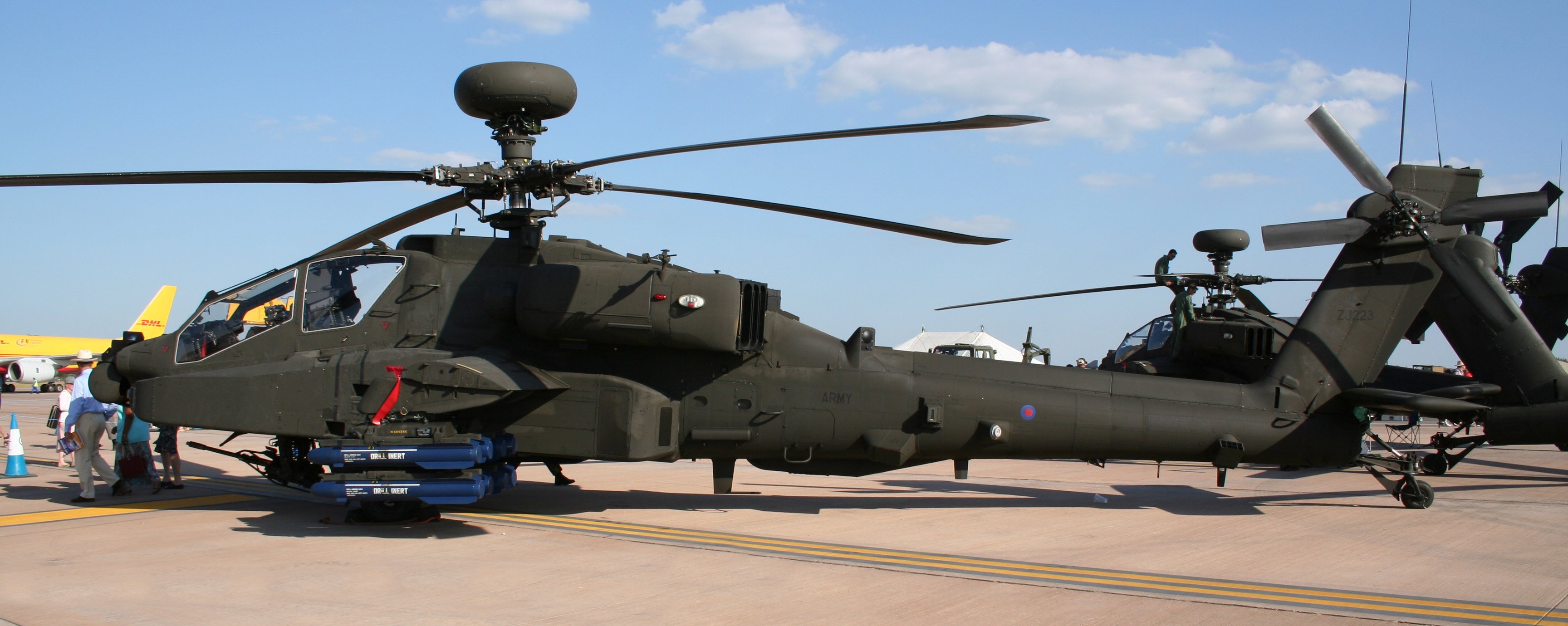